# Cymbopetalum coriaceum
Cymbopetalum coriaceum är en kirimojaväxtart som beskrevs av Nancy A. Murray. Cymbopetalum coriaceum ingår i släktet Cymbopetalum, och familjen kirimojaväxter. Inga underarter finns listade i Catalogue of Life.